# مارك بي فينلاي
مارك بي فينلاي (بالإنجليزية: Mark P. Finlay)‏ هو مهندس معماري أمريكي، ولد في 25 يناير 1953 في كانساس سيتي في الولايات المتحدة.